# Tiêu chuẩn Leibniz
Tiêu chuẩn Leibniz cho chuỗi đan dấu được mang tên của nhà toán học, triết học, khoa học và lôgíc học người Đức Gottfried Wilhelm Leibniz (1646-1716). Tiêu chuẩn chỉ ra điều kiện cho một chuỗi hội tụ. Đây là một dấu hiệu để kiểm tra (test) về tính hội tụ của một chuỗi đan dấu.

## Phát biểu
Một chuỗi có dạng
{\displaystyle \sum _{n=0}^{\infty }(-1)^{n}a_{n}=a_{0}-a_{1}+a_{2}-a_{3}+\cdots \!}
trong đó mọi an hoặc là dương toàn bộ hoặc âm toàn bộ, được gọi là một chuỗi đan dấu.
Tiêu chuẩn Leibniz phát biểu rằng: nếu {\displaystyle |a_{n}|} đơn điệu giảm và {\displaystyle \lim _{n\to \infty }a_{n}=0} thì chuỗi đan dấu hội tụ.
Hơn nữa, ký hiệu L là tổng hội tụ của chuỗi, thì tổng riêng
{\displaystyle S_{k}=\sum _{n=0}^{k}(-1)^{n}a_{n}\!}
xấp xỉ L với sai số bị chặn bởi số hạng tiếp theo đã bỏ đi:
{\displaystyle \left|S_{k}-L\right\vert \leq \left|S_{k}-S_{k+1}\right\vert =a_{k+1}.\!}

## Chứng minh
Giả sử ta có một chuỗi có dạng {\displaystyle \sum _{n=1}^{\infty }(-1)^{n-1}a_{n}\!}, trong đó: {\displaystyle \lim _{n\rightarrow \infty }a_{n}=0} và {\displaystyle a_{n}\geq a_{n+1}} với mọi số tự nhiên n. (Trường hợp {\displaystyle \sum _{n=1}^{\infty }(-1)^{n}a_{n}\!} có thể suy ra bằng cách lấy dấu âm của dãy.)

### Chứng minh sự hội tụ
Ta sẽ chứng minh rằng cả hai dãy tổng riêng: {\displaystyle S_{2m+1}=\sum _{n=1}^{2m+1}(-1)^{n-1}a_{n}} với một số lẻ các số hạng, và  {\displaystyle S_{2m}=\sum _{n=1}^{2m}(-1)^{n-1}a_{n}} với một số chẵn các số hạng, đều hội tụ đến cùng một số giới hạn L. Vì thế dãy tổng riêng chung {\displaystyle S_{k}=\sum _{n=1}^{k}(-1)^{n-1}a_{n}} cũng hội tụ đến L.
Dãy tổng riêng lẻ giảm đơn điệu vì:
{\displaystyle S_{2(m+1)+1}=S_{2m+1}-a_{2m+2}+a_{2m+3}\leq S_{2m+1}}
trong khi dãy tổng riêng chẵn tăng đơn điệu:
{\displaystyle S_{2(m+1)}=S_{2m}+a_{2m+1}-a_{2m+2}\geq S_{2m}}
đều là bởi theo giả thiết an giảm đơn điệu với n.
Hơn nữa, vì các an dương nên {\displaystyle S_{2m+1}-S_{2m}=a_{2m+1}\geq 0}. Vì thế ta có thể cho tất cả những điều này vào bất đẳng thức nối tiếp sau:
{\displaystyle a_{1}-a_{2}=S_{2}\leq S_{2m}\leq S_{2m+1}\leq S_{1}=a_{1}.}
Bây giờ chú ý rằng a1 − a2 là một cận dưới của dãy đơn điệu giảm S2m+1, theo định lý hội tụ đơn điệu ta có dãy này hội tụ khi m tiến đến vô cùng. Tương tự, dãy tổng riêng chẵn cũng hội tụ.
Cuối cùng, chúng phải hội tụ đến cùng một số do
{\displaystyle \lim _{m\to \infty }(S_{2m+1}-S_{2m})=\lim _{m\to \infty }a_{2m+1}=0.}
Gọi giới hạn là L, định lý hội tụ đơn điệu còn cho ta thông tin rằng
{\displaystyle S_{2m}\leq L\leq S_{2m+1}}
với m bất kỳ. Điều này nghĩa là các tổng riêng của một chuỗi đan dấu cũng chạy "luân phiên" bên trên và dưới giới hạn cuối cùng. Nói chính xác hơn, khi nào có một số lẻ (hay chẵn) các số hạng, tức là số hạng cuối là một số hạng dương (hay âm) thì tổng riêng ở trên (ở dưới) giới hạn cuối cùng.
Cách hiểu này dẫn ngay đến sự bị chặn của sai số của tổng riêng, được chứng minh dưới đây.

### Chứng minh sai số của tổng riêng bị chặn
Ta chứng minh rằng {\displaystyle \left|S_{k}-L\right|\leq a_{k+1}\!} bằng cách chia ra hai trường hợp.
Khi k = 2m+1, tức là lẻ thì
{\displaystyle \left|S_{2m+1}-L\right|=S_{2m+1}-L\leq S_{2m+1}-S_{2m+2}=a_{(2m+1)+1}}
Khi  k = 2m, tức là chẵn thì
{\displaystyle \left|S_{2m}-L\right|=L-S_{2m}\leq S_{2m+1}-S_{2m}=a_{2m+1}}
đều tiến đến 0 như mong muốn.
Cả hai trường hợp này đều có được dựa vào bất đẳng thức suy ra ở đoạn cuối của chứng minh trước.

## Thí dụ
Chuỗi
{\displaystyle \sum _{n=1}^{\infty }(-1)^{n}{\frac {1}{n}}=-1+{\frac {1}{2}}-{\frac {1}{3}}+{\frac {1}{4}}...}
là một chuỗi hội tụ vì
{\displaystyle \left\vert a_{n}\right\vert =\left\vert {\frac {(-1)^{n}}{n}}\right\vert ={\frac {1}{n}}} giảm đều về 0 khi giá trị của n tiến ra vô cùng.
Một phản ví dụ: tất cả các điều kiện của dấu hiệu hội tụ này, tức là dãy phải hội tụ đến 0 và là đơn điệu giảm, đều phải thỏa mãn để có kết luận đúng. Xét chuỗi
{\displaystyle {\frac {1}{{\sqrt {2}}-1}}-{\frac {1}{{\sqrt {2}}+1}}+{\frac {1}{{\sqrt {3}}-1}}-{\frac {1}{{\sqrt {3}}+1}}+\cdots }
là chuỗi đan dấu và các số hạng dần đến 0. Tuy nhiên sự đơn điệu dãy lại không có và ta không thể áp dụng dấu hiệu này. Thực ra chuỗi này là phân kỳ. Thật vậy, với tổng riêng {\displaystyle S_{2n}} ta có: {\displaystyle S_{2n}={\frac {2}{1}}+{\frac {2}{2}}+{\frac {2}{3}}+\cdots +{\frac {2}{n-1}}} tức là bằng hai lần tổng riêng của chuỗi điều hòa là một chuỗi phân kỳ. Vì vậy chuỗi ban đầu là phân kỳ.